# コレステロール依存性細胞溶解素
コレステロール依存性細胞溶解素（コレステロールいぞんせいさいぼうようかいそ、Cholesterol dependent cytolysin：CDC）は、グラム陽性細菌によって分泌されるβバレル型膜孔形成毒素のファミリーである。分泌された直後は50〜70kDaの水溶性単量体で、標的細胞膜に結合すると40個（またはそれ以上）の単量体で環状ホモオリゴマー複合体を形成する。複数の構造変化を介して、βバレルの膜貫通構造（直径約250Å以上）が形成され、標的細胞膜を貫く。CDCは標的細胞膜への結合に標的細胞膜中のコレステロールを必ずしも要求しないが、膜孔形成に必要とする。例えば、Streptococcus intermediusによって分泌されるインターメディシリン(ILY; TC# 1.C.12.1.5)は、コレステロールの存在とは無関係に、特異的タンパク質受容体のある標的膜にのみ結合するが、膜孔形成にコレステロールを要求する。ただし、CDCがどのようにコレステロールから活性の調節を受けるかは明らかになっていない。

## 細胞毒性
膜孔が標的細胞膜に形成されると、標的細胞の内部環境調節およ物質の流出入が破壊される。直径約250Åの膜孔はアミノ酸、ヌクレオチド、低／高分子量タンパク質、およびイオン(Ca2+、Na+、K+、etc.)を細胞内から喪失させるのに十分である。特に、複数の生理学的経路に関与するカルシウムの喪失は細胞の生死に影響する。また、細胞外の水分子が流入して、小疱や細胞死が引き起こされる可能性がある。

### 目的
細菌は病原性因子としてCDCを利用する。マクロファージのような免疫細胞を攻撃させ、呼吸バーストによる食作用や殺菌作用を回避する。

## 構造
コレステロール依存性細胞溶解素（CDC）の一次構造は40％〜80％の配列近似性を示す。約471アミノ酸のコアは全CDCで共有・保存されており、近似性の高さはこのコアによる。コアの配列は、CDCファミリーの最小メンバーであるニューモリシンの配列に相当する。他のメンバーには通常、多くは機能未知なN末端変異があり、一部は分泌以外の様々な機能を果たすと考えられている。リステリア・モノサイトゲネス（Listeria monocytogenes）のリステリオリシンO(LLO; TC# 1.C.12.1.7)の場合、N末端にプロリン豊富配列があり、LLOの安定性に寄与する。Streptococcus mitisやS. pseudopneumoniae由来のlectinolysin(LLY; UniProt: B3UZR3)アミノ末端に機能性フコース結合レクチンを含む。全てのCDCは、高度に保存されたウンデカペプチドを含有し、これはコレステロールでの膜認識に重要であると考えられている。CDC単量体は4つの構造ドメインから成り、ドメイン4（D4）は膜結合に関与する。CDC単量体は標的細胞膜に結合するとオリゴマー化し、標的細胞膜を貫通するβバレル構造を形成する。CDC間で、膜孔形成に必要とされるアミノ酸コア部位は保存されており、三次元構造や膜孔形成機構は類似する。構造的に保存されたドメイン4は4つの保存ループL1〜L3とウンデカペプチド領域で構成され、これはコレステロール依存な膜認識に関与すると考えられている。これらループの単一アミノ酸修飾で、ウェルシュ菌（Clostridium perfringens）由来CDCのパーフリンゴリジンO(PFO; TC# 1.C.12.1.1)がコレステロール豊富なリポソームに結合しなくなる実験結果がある。L1でトレオニンとロイシンのペアがコレステロール結合モチーフを構成し、既知の全CDCで保存されている。

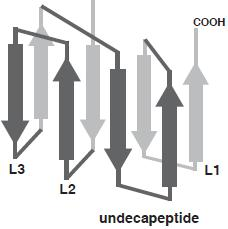
パーフリンゴリジンOのドメイン4のL1、L2、L3およびウンデカペプチド領域。

## プレ膜孔と膜孔の形成
ウェルシュ菌によって分泌されるパーフリンゴリジンO(PFO; TC# 1.C.12.1.1)は膜孔形成の始まりに標的膜のコレステロールに結合する。最初の結合はPFOのドメイン4（D4）のC末端で起こる。PFO単量体はオリゴマー化してプレ膜孔複合体を形成する。

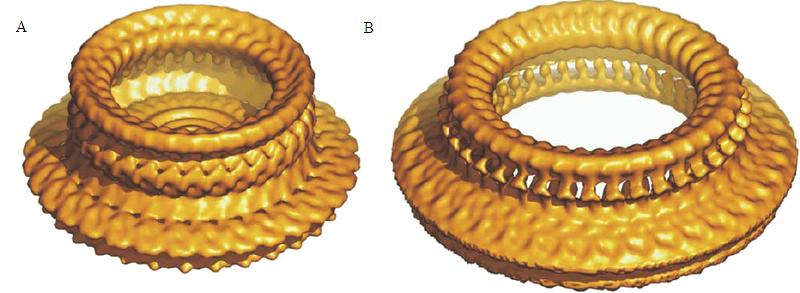
パーフリンゴリジンOのプレ膜孔構造(A)と膜孔構造(B)

オリゴマー化は標的膜への結合に必須である。CDCのオリゴマー化は、タンパク質-脂質相互作用またはタンパク質-タンパク質相互作用から始まる両親媒性ベータ鎖へのαヘリックス領域の変換を必要とする。水溶性形態は、単量体のコアβシートのある1つの縁部へと接触することによってオリゴマー化を阻止される。具体的には、短いポリペプチドループであるβ5はβ4と水素結合し、β4が隣接単量体のβ1と相互作用することを防ぐ。膜表面へのD4の結合はドメイン3の構造変化を引き起こし、β5をβ4から離れさせるように回転させてβ4を露出させ、別のPFO分子のβ1鎖と相互作用させ、オリゴマー化は始まる。 

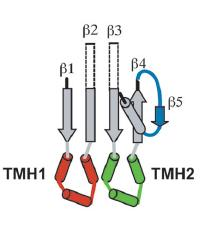
早期オリゴマー化を防ぐβ4とβ5ループが結合したパーフリンゴリシンO（PFO）ドメイン3の水溶性単量体形態。

35個以下の数のPFO単量体から2つの両親媒性膜貫通型β-ヘアピンが協奏的に挿入されると膜孔形成が始まり、膜を貫通する巨大なβ-バレルが作られる。βバレルが形成されることによって、単一のβヘアピンの集合が挿入される場合と比べてエネルギーの必要量を低下させ、CDCが膜に挿入される際のエネルギー障壁を迂回させる。水溶性単量体形態において、ドメイン3の中心βシートの両側に位置する膜貫通βヘアピンは、疎水性残基の露出を最小限に抑えるため、折り畳まれて3つの短いαヘリックスとなる。αヘリックスは標的細胞膜二重層に挿入され、コンフォメーション変化が両親媒性βヘアピンで起こる。βヘアピンの親水性表面が疎水性の標的膜コアではなく周囲の水系溶液に露出したままとなるようにするための協奏機構が挿入過程に必要である。

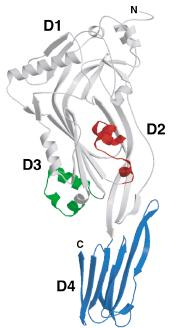
水溶性単量体形態のパーフリンゴリジン（PFO）のリボンモデル。

D3中の6つの短いαヘリックスは、2つの膜貫通βヘアピン（Two Transmembrane β-Hairpin：TMH）のTMH1（赤）およびTMH2（緑）を形成するよう解かれる。

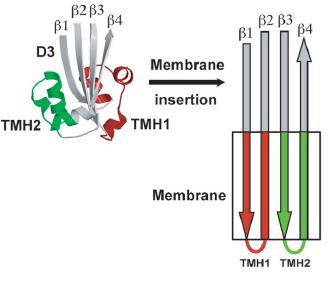
単量体パーフリンゴリジンO（PFO）ドメイン3におけるTMH1（赤色）およびTMH2（緑色）のαヘリックスからβシートへの移行

## 特異性
CDCの標的膜への結合において、CDCがコレステロールを認識するか、もしくは、intermedilysin (ILY; TC# 1.C.12.1.5)の場合はCD59膜アンカー型タンパク質を認識することが必要である。コレステロール認識は真核細胞に対する特異性を、グリコシルホスファチジルイノシトールアンカータンパク質CD59はヒト細胞に対する特異性を与える。コレステロールは全てのCDCにとって標的細胞への結合に必ずしも必要ではなく、ILYは必要としないが、ILY含め全てのCDCは膜孔形成にコレステロールを要求する。CDCはコレステロールと酸素に感受性がある。Aloufら（2006）が、CDCが単離された細菌培養上清をコレステロールと共にプレインキュベートした後、酸素に曝した結果、CDCは不活性化された。CDCはpH感受性でもある。Nelsonら（2008）が液体培地のpHを7.4から6.0へと変化させたら、PFOのコンフォメーション変化が生じ、標的膜への結合に必要な最小コレステロール閾値が変化した。酸性pHで活性なCDC、リステリオリシンO（LLO）は30℃超の温度かつ中性pHで、水溶性単量体のドメイン3のアンフォールディングで不可逆的に機能を失う。

## コレステロールの役割
細胞膜中のコレステロールの存在はCDCの膜孔形成に必須である。脂質二重層におけるコレステロール分子の配置も結合の成否に重要であると考えられている。コレステロールの非極性炭化水素尾部は膜脂質二重層の極性中心に向かって配向し、一方で3-β-OH基は、脂肪酸鎖のエステル結合に近づくように配向し、グリセロール主鎖は膜表面近くに位置する。膜表面近くの3-β-OH基含めコレステロールはリン脂質頭部基に比べてあまり露出しない。膜表面で膜外分子がコレステロールを利用可能かどうかは、リン脂質やタンパク質などの他の膜成分との相互作用に依存する。コレステロールの多くがこれらの成分と相互作用すると、膜外分子との相互作用は少なくなる。コレステロールの利用可能性に影響する要因には極性頭部のサイズおよび、リン脂質の3-β-OHコレステロールとの水素結合能である。コレステロールはリン脂質と会合し、化学量論的複合体を形成し、膜の流動性に寄与する。 コレステロール濃度がある値を超えると、遊離コレステロールは膜の外で沈殿し始める。CDCの結合および膜孔形成はコレステロール濃度が膜リン脂質の会合能力を上回るときに起こり、CDCは過剰なコレステロールと結合できるようになる。
水溶液中のエピコレステロール凝集体の存在下ではPFOの変化は現れないが、コレステロール凝集体の存在下ではPFOのコンフォメーション変化およびオリゴマー化が開始される。エピコレステロールとコレステロールは、3-β-OH基の配向が異なり、エピコレステロールはアキシアル、コレステロールはエカトリアルである。ヒドロキシル基の配向はCDCの結合/膜孔形成に影響するので、ドメイン4の結合ポケットにステロールをドッキングするために、または脂質表面に適切に露出させられるためにエカトリアル配座が必要であると考えられている。

## 保存ウンデカペプチド
CDCのドメイン4における保存されたウンデカペプチドモチーフ（ECTGLAWEWWR）は、CDCのシグネチャーモチーフである。もともとはコレステロール結合モチーフであると考えられていたが、現在は違うことが明らかとなっている。コレステロール結合モチーフはドメイン4の基部にあるループ1におけるトレオニン-ロイシン対である。保存ウンデカペプチドは、CDC単量体ドメイン3の構造変化の開始における膜への結合のアロステリック経路の重要な要素であり、プレ膜孔複合体へのオリゴマー化を開始させる。

## 他の膜脂質への影響
細胞膜のリン脂質組成は膜内のコレステロールの配置に関与し、CDCの膜結合と膜孔形成の開始に影響を与える。パーフリンゴリジンOは、18炭素アシル鎖を含むリン脂質を主体とするコレステロールに富む膜に選択的に結合する。円錐形の分子形状の脂質は、膜コレステロールのエネルギー状態を変化させ、コレステロール依存性細胞溶解素とステロールの相互作用を増大させる。ある一定値以上のコレステロールはCDC結合/膜孔形成に必須であるため、CDCは脂質ラフトと会合すると考えられていた。しかし、後の研究で、脂質ラフト形成に必要な成分であるスフィンゴミエリンは、パーフリンゴリジンOの標的膜への結合を促進するのではなく阻害することを示した。

## 他の細菌毒素との関係
膜表面でのコレステロールの露出は、リン脂質の頭部基を切断するホスホリパーゼCなどの他の膜損傷毒素によって促進されることがある。PFO産生性のウェルシュ菌は壊死過程でα毒素を、リステリアリシンO産生性のリステリア・モノサイトゲネスはホスホリパーゼCを共に分泌する。リポソーム膜のウェルシュ菌α毒素処理は膜上のPFO活性を増加させる。しかしながら、この効果はin vivoではあまり見られない。ウェルシュ菌ガス壊疽（筋壊死）におけるα毒素の主な作用部位は筋組織であるが、PFOのノックアウト変異は筋壊死の経過を有意に変えず、α毒素のリン脂質頭部基の切断はPFO活性増加をもたらさないようである。